# هفتمین عامل غیرنظامی
هفتمین عامل غیرنظامی (کره‌ای: 7급 공무원) یک مجموعهٔ تلویزیونی کره جنوبی سال ۲۰۱۳ با بازی چوی کانگ-هی و جو وون در نقش جاسوس‌های تازه‌کاری است که با هم آموزش دیدند و بعداً به مأموران ان‌آی‌اس تبدیل شدند.
این مجموعه از ۲۳ ژانویه تا ۲۸ مارس ۲۰۱۳، روزهای چهارشنبه و پنجشنبه ساعت ۲۱:۵۵ (کی‌اس‌تی) از ام‌بی‌سی برای ۲۰ قسمت پخش شد.
هفتمین عامل غیرنظامی بازسازی فیلم سال ۲۰۰۹ به نام دوست دختر من یک مأمور مخفی است، است. عنوان‌های کاری اولیهٔ این مجموعه جنگ مأمور مخفی و عاشقان مخفی بود.

## بازیگران
- چوی کانگ-هی در نقش کیم سو وون / کیم کیونگ جا[۱۱]
- جو وون در نقش هون گیل رو / هان پیل هون[۱۲][۱۳][۱۴][۱۵][۱۶][۱۷]
- هوانگ چان سونگ در نقش گونگ دو ها[۱۸][۱۹]
- کیم مین سو در نقش شین سون می
- آن نه-سانگ در نقش کیم وون سوک
- جانگ یونگ نام در نقش جانگ یونگ سون
- کیم کلودیا در نقش کیم می ره